# Eugenio Arenaza
Eugenio Arenaza, auch bekannt unter dem Spitznamen El Mono, war ein peruanischer Fußballspieler auf der Position des Torwarts.

## Leben
Sein Debüt in der peruanischen Primera División gab Arenaza 1941 in Reihen des Club Telmo Carbajo, der am Saisonende zwar den letzten Platz belegte, den Abstieg aber durch Erweiterung der Liga von vormals acht auf nunmehr zehn Mannschaften vermeiden konnte.
Arenaza wechselte nach einem Jahr zu Sporting Tabaco, mit denen er im Spieljahr 1942 den siebten Platz belegte, während sein alter Verein, der nur zwei Punkte weniger erzielen konnte, die Saison auf dem neunten Rang beendete und diesmal den Abstieg hinnehmen musste.
Die bei Sporting Tabaco gezeigten Leistungen überzeugten den Stadtrivalen Alianza Lima, der Arenaza vor Beginn des Spieljahres 1943 verpflichtete.
Die 1943 eingeführte mexikanische Profiliga lockte von Beginn an Spieler aus Südamerika, die im Land der Azteken meist besser bezahlt wurden als in ihren Heimatländern. Zu Beginn der Saison 1945/46 sicherte die A.D.O. sich die Dienste von Arenaza, der bereits in der folgenden Saison 1946/47 für den Club León spielte und mit diesem in den nächsten vier Spielzeiten mehrere Titel gewann.
Nachdem León sich 1950 die Dienste des mexikanischen Nationaltorhüters Antonio Carbajal gesichert hatte, wäre Arenaza auf die Ersatzbank verbannt worden. Daher nahm er das Angebot des Club América an, dem er in der Saison 1950/51 angehörte.
In den folgenden Spielzeiten stand Arenaza noch bei Oro, Marte und Deportivo Toluca unter Vertrag, bevor er seine aktive Laufbahn in der Saison 1957/58 beim CD Cuautla ausklingen ließ.

## Erfolge
- Mexikanischer Meister: 1948, 1949, 1954
- Pokalsieger: 1949
- Supercup: 1948, 1949